# Maseedpur, Devadurga
Maseedpur là một làng thuộc tehsil Devadurga, huyện Raichur, bang Karnataka, Ấn Độ.